# Mainxe
Mainxe est une ancienne commune du Sud-Ouest de la France, située dans le département de la Charente (région Nouvelle-Aquitaine). Depuis le 1er janvier 2019, elle est une commune déléguée de Mainxe-Gondeville.
Ses habitants sont les Mainxois et les Mainxoises.

## Géographie

### Localisation et accès
Situé à l'ouest du département de la Charente, dans la plaine cognaçaise entre Jarnac au nord et Segonzac au sud, son territoire est situé en  Grande Champagne, premier cru de cognac.
La commune de Mainxe est limitée sur son côté sud par le chemin Boisné, ancienne voie romaine menant de Saintes à Périgueux.
Le bourg de Mainxe, en limite sud de la commune, est à 3,5 km de Segonzac, chef-lieu de son canton, 4,5 km de Jarnac, 12 km à l'est de Cognac, 12 km au nord-ouest de Châteauneuf et 27 km à l'ouest d'Angoulême.
La D 736 reliant Jarnac et Segonzac traverse la commune et passe légèrement à l'ouest du bourg. La D 10, route de Châteauneuf à Cognac, traverse le nord de la commune d'est en ouest, ainsi que la N 141, route d'Angoulême à Saintes et branche occidentale de la route Centre-Europe Atlantique, qui y possède un échangeur avec la D 736.
La gare la plus proche est celle de Jarnac, desservie par des TER à destination d'Angoulême, Cognac, Saintes et Royan.

### Hameaux et lieux-dits
Le bourg est situé à l'extrême sud de la commune, qui compte plusieurs hameaux : l'Abbaye et le Four à Chaux sur la D 10, Marencheville au nord de cette route et surplombant la vallée de la Charente, une petite partie du Bout des Ponts dans la vallée ainsi que l'Ile Madame au pied de Jarnac avec l'hippodrome, chez Juillier et chez Michelet à l'est, et enfin plus près du bourg chez Boujut, la Voute, etc.

### Communes limitrophes
|                | Jarnac   | Gondeville (Mainxe-Gondeville) |
| Bourg-Charente | Mainxe   | Saint-Même-les-Carrières       |
|                | Segonzac |                                |

### Géologie et relief
La commune occupe le calcaire datant du Crétacé, comme les zones situées au sud et sur la rive gauche de la Charente entre Angoulême et Cognac.
Le Jurassique supérieur occupe toutefois une petite zone en bordure de la vallée de la Charente, près du Bout des Ponts. Il s'agit du Purbeckien, marne riche en argile et en gypse de la fin du Jurassique mordant sur la période du Crétacé inférieur, et composant la dépression du Pays Bas située sur la rive droite.
Le Crétacé supérieur s'étage entre le Cénomanien au nord, le Turonien (ou Angoumien), le Coniacien, et le Santonien formant une plaine basse au sud. L'Angoumien a été exploité en carrières le long de la route de Châteauneuf. Une légère cuesta faisant face au nord, confondu dans la commune avec le bord de la vallée de la Charente, marque cet étage géologique, escarpement qu'on peut suivre vers l'ouest vers Cognac, et prenant de l'ampleur vers l'est vers Saint-Même, Châteauneuf, Claix, La Couronne, Angoulême et Bouëx.
Une terrasse d'alluvions du Quaternaire recouvre la dépression santonienne sur la moitié sud de la commune, avec, au centre, une petite zone d'alluvions loessoïdes. Ces sables et galets calcaires ont fourni du ballast de voie ferrée ; la carrière de la Balastière était raccordée à la voie Angoulême-Saintes. De nombreuses carrières occupaient aussi ce secteur entre la Voûte et la Croix des Sables.
La vallée de la Charente est couverte d'alluvions plus récentes,,.
Le territoire communal est compris dans la plaine qui s'étend entre le sud de Cognac et Bouteville. Dans la commune, cette plaine a une altitude moyenne de 30 m et est légèrement relevée au nord, avant de plonger sur la vallée de la Charente qui limite la commune au nord. Le point culminant est à une altitude de 53 m, situé sur cette crête à l'est de l'Abbaye. Le point le plus bas est à 9 m, situé le long de la Charente en face de Jarnac. Le bourg est à 28 m d'altitude.

### Hydrographie
La commune est bordée au nord par la Charente. Aucun autre cours d'eau ne la traverse.

### Climat
Comme dans les trois quarts sud et ouest du département, le climat est océanique aquitain.

## Toponymie
Les formes anciennes sont Mansia, Mincia, Maencia (non datées, mais au Moyen Âge).
L'origine du nom de Mainxe remonterait à un nom de personne gallo-romain Mincius.
Certains le font dériver du nom latin mansio qui veut dire « relais ». En effet, le village s'établit en bordure même du chemin Boisné, il ne pouvait donc pas être une villa. Il aurait également été une halte pour les pèlerins sur un chemin de Saint-Jacques-de-Compostelle, d'après un lieu nommé le Champ Jacquet en bordure de l'ancienne voie romaine.
La commune a été créée en 1793 sous le nom de Mainx et elle est devenue Mainxe en 1801.

## Histoire
L'ancienne voie romaine de Saintes à Périgueux appelée en Charente chemin Boisné borde le bourg et la commune au sud. De nombreux vestiges et objets gallo-romains ont été trouvés sur la commune : tegulae, céramique sigillée, sépultures, pièces de monnaie (Marc Aurèle et Faustine II). À Bois rond, au nord-ouest du bourg et à 300 m du chemin Boisné, des murs maçonnés existent à 0,50 m de profondeur et laissent supposer la présence d'une villa.
Au Moyen Âge, la prévôté de Mainxe était possédée par les comtes d'Angoulême, qui l'aliénèrent à une époque inconnue. Le premier possesseur connu est Collinet de Lespine, qui vivait au milieu du XVe siècle. La terre de Mainxe passa dans de nombreuses familles : Mesmyn, Hélie du Tillet (receveur général des finances de la comtesse d'Angoulême), Marguerite Texier (qui avait été nourrice de la reine de Navarre), Étienne Pasquier (avocat au Parlement de Paris), Nicolas Pasquier, son fils, lieutenant-général au siège de Cognac en 1592, Louis-François de Lameth, comte de Bussy, Isaac Laisné de Nanclas, lieutenant-général des armées du roi. Vers le milieu du XVIIIe siècle, la terre de Mainxe passa dans la famille Le Coq de Boisbaudran, qui la conserva jusqu'au début du XIXe siècle.
Au village de l'Abbaye existait autrefois un monastère de religieuses, que la tradition du pays appelle les Dames grises. La maison principale de ce village est construite sur les fondations de cette abbaye, qui a cessé d'exister probablement pendant la guerre de Cent Ans.
Pendant les guerres de religion catholiques et protestants ont cohabité à Mainxe qui en garde la géométrie particulière : le village inscrit un triangle entre l'église, le temple et le cimetière. Celui-ci comporte deux parties et deux entrées celle pour les catholiques et celle pour les protestants.
Au Louis, on a longtemps conservé un petit local isolé où les protestants se réunissaient au début clandestinement.
Pendant la première moitié du XXe siècle, la commune était desservie par la petite ligne ferroviaire d'intérêt local à voie métrique des Chemins de fer économiques des Charentes allant de Saint-Angeau à Segonzac, et qui passait par Mansle, Rouillac et Jarnac. Elle traversait la commune du nord au sud et une halte était située près du bourg.
Le 1er janvier 2019, elle fusionne avec Gondeville pour former la commune nouvelle de Mainxe-Gondeville dont la création est actée par un arrêté préfectoral du 28 septembre 2018.

## Administration
| Période                                  | Période | Identité        | Étiquette | Qualité     |
| ---------------------------------------- | ------- | --------------- | --------- | ----------- |
| Les données manquantes sont à compléter. |         |                 |           |             |
| 2001                                     | 2014    | Philippe Ménard | SE        | Viticulteur |
| 2014                                     | 2018    | Bernard Pissot  |           | Commerçant  |

| Période                                  | Période  | Identité       | Étiquette | Qualité    |
| ---------------------------------------- | -------- | -------------- | --------- | ---------- |
| Les données manquantes sont à compléter. |          |                |           |            |
| 2019                                     | En cours | Bernard Pissot |           | Commerçant |

### Fiscalité
La fiscalité en 2007 est d'un taux de 8,63 % sur le bâti, 32,22 % sur le non bâti, et 4,95 %  pour la taxe d'habitation.
La communauté de communes de Jarnac prélève la taxe professionnelle au taux 10,26 %.

## Démographie

### Évolution démographique
L'évolution du nombre d'habitants est connue à travers les recensements de la population effectués dans la commune depuis 1793. Pour les communes de moins de 10 000 habitants, une enquête de recensement portant sur toute la population est réalisée tous les cinq ans, les populations de référence des années intermédiaires étant quant à elles estimées par interpolation ou extrapolation. Pour la commune, le premier recensement exhaustif entrant dans le cadre du nouveau dispositif a été réalisé en 2005.

En 2016, la commune comptait 662 habitants, en évolution de −4,61 % par rapport à 2010 (Charente : −0,48 %, France hors Mayotte : +2,11 %).
| 1793 | 1800 | 1806 | 1821 | 1831 | 1841 | 1846 | 1851 | 1856 |
| ---- | ---- | ---- | ---- | ---- | ---- | ---- | ---- | ---- |
| 549  | 619  | 635  | 718  | 624  | 651  | 693  | 746  | 713  |

| 1861 | 1866 | 1872 | 1876 | 1881 | 1886 | 1891 | 1896 | 1901 |
| ---- | ---- | ---- | ---- | ---- | ---- | ---- | ---- | ---- |
| 700  | 745  | 700  | 678  | 651  | 610  | 655  | 634  | 650  |

| 1906 | 1911 | 1921 | 1926 | 1931 | 1936 | 1946 | 1954 | 1962 |
| ---- | ---- | ---- | ---- | ---- | ---- | ---- | ---- | ---- |
| 619  | 662  | 564  | 582  | 609  | 544  | 524  | 595  | 618  |

| 1968 | 1975 | 1982 | 1990 | 1999 | 2005 | 2006 | 2010 | 2015 |
| ---- | ---- | ---- | ---- | ---- | ---- | ---- | ---- | ---- |
| 627  | 569  | 543  | 558  | 519  | 564  | 590  | 694  | 672  |

| 2016 | - | - | - | - | - | - | - | - |
| ---- | - | - | - | - | - | - | - | - |
| 662  | - | - | - | - | - | - | - | - |

### Pyramide des âges
| Hommes | Classe d’âge | Femmes |
| ------ | ------------ | ------ |
| 0,7    | 90 ans ou +  | 0,7    |
| 8,0    | 75 à 89 ans  | 7,3    |
| 12,3   | 60 à 74 ans  | 16,0   |
| 20,2   | 45 à 59 ans  | 16,3   |
| 25,7   | 30 à 44 ans  | 24,3   |
| 12,7   | 15 à 29 ans  | 13,2   |
| 20,3   | 0 à 14 ans   | 22,2   |

| Hommes | Classe d’âge | Femmes |
| ------ | ------------ | ------ |
| 0,5    | 90 ans ou +  | 1,6    |
| 8,2    | 75 à 89 ans  | 11,8   |
| 15,2   | 60 à 74 ans  | 15,8   |
| 22,3   | 45 à 59 ans  | 21,5   |
| 20,0   | 30 à 44 ans  | 19,2   |
| 16,7   | 15 à 29 ans  | 14,7   |
| 17,1   | 0 à 14 ans   | 15,4   |

## Économie

### Agriculture
Mainxe est située dans la zone d'appellation d'origine contrôlée cognac, en Grande Champagne, premier cru classé du cognac. Son économie est principalement centrée sur l'agriculture (principalement la viticulture), la distillation, le vieillissement des eaux-de-vie, la tonnellerie.
De petits producteurs de cognac, de pineau des Charentes et de vin de pays sont installés dans la commune.

### Industrie
Le sable et la pierre calcaire ont été longuement extraits de son sous-sol dans les zones inaptes à la culture de la vigne; de nos jours, cette activité est en sommeil.

## Équipements, services et vie locale

### Enseignement
L'école est un RPI entre Gondeville et Mainxe. Mainxe accueille l'école élémentaire et Gondeville l'école primaire. L'école de Mainxe comporte deux classes. Le secteur du collège est Segonzac.

### Sports et équipements
L'hippodrome du Quint est situé sur la commune au bord de la Charente face à Jarnac.

## Lieux et monuments

### Patrimoine religieux
L'église paroissiale Saint-Maurice, de l'ancien diocèse de Saintes, a été presque entièrement reconstruite de 1858 à 1862, ainsi qu'une chapelle, élevée au sud de la nef, à la naissance du chœur. Sa nef et son chœur rectangulaire forment trois travées, voûtées d'ogives. Deux fenêtres ouvrent dans chacune des travées de la nef, deux dans le chœur, à meneaux et réseaux flamboyants.
La façade est limitée par deux contreforts sur les angles ; elle est percée d'une porte au cintre brisé, à deux voussures moulurées, reposant sur des colonnettes et d'une rose; un pignon la termine. Les murs de la nef portent chacun deux contreforts; au Sud, on trouve la chapelle dont les angles, comme ceux du chevet, sont épaulés par des contreforts, des fenêtres à meneaux existent à l'est et au sud. Au nord, un clocher latéral a été monté à l'époque moderne, avec baies en tiers-point sur les côtés de son étage et une flèche pyramidale assez élevée, en charpente, recouverte d'ardoises.

L'église de Mainxe
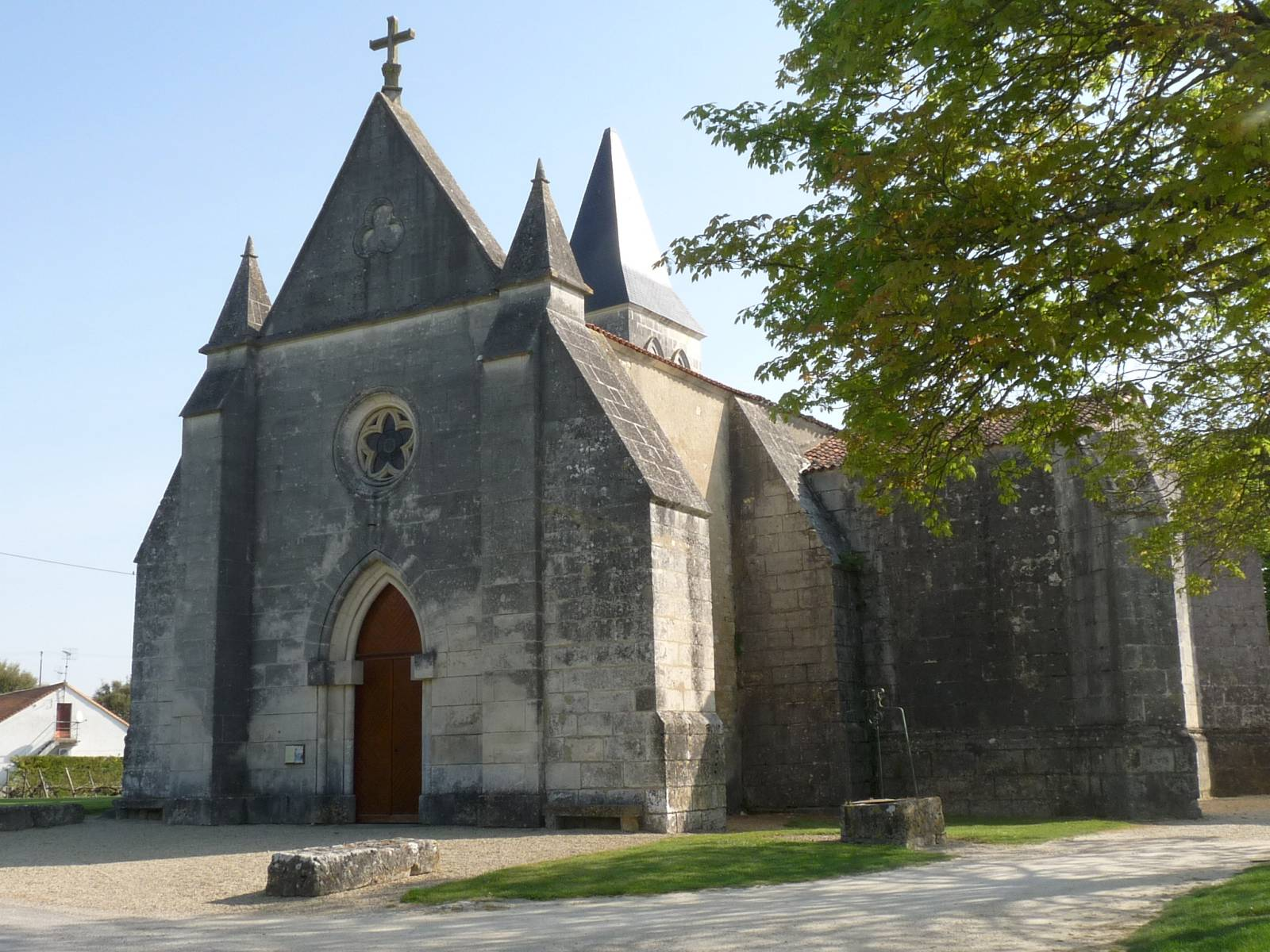
La façade
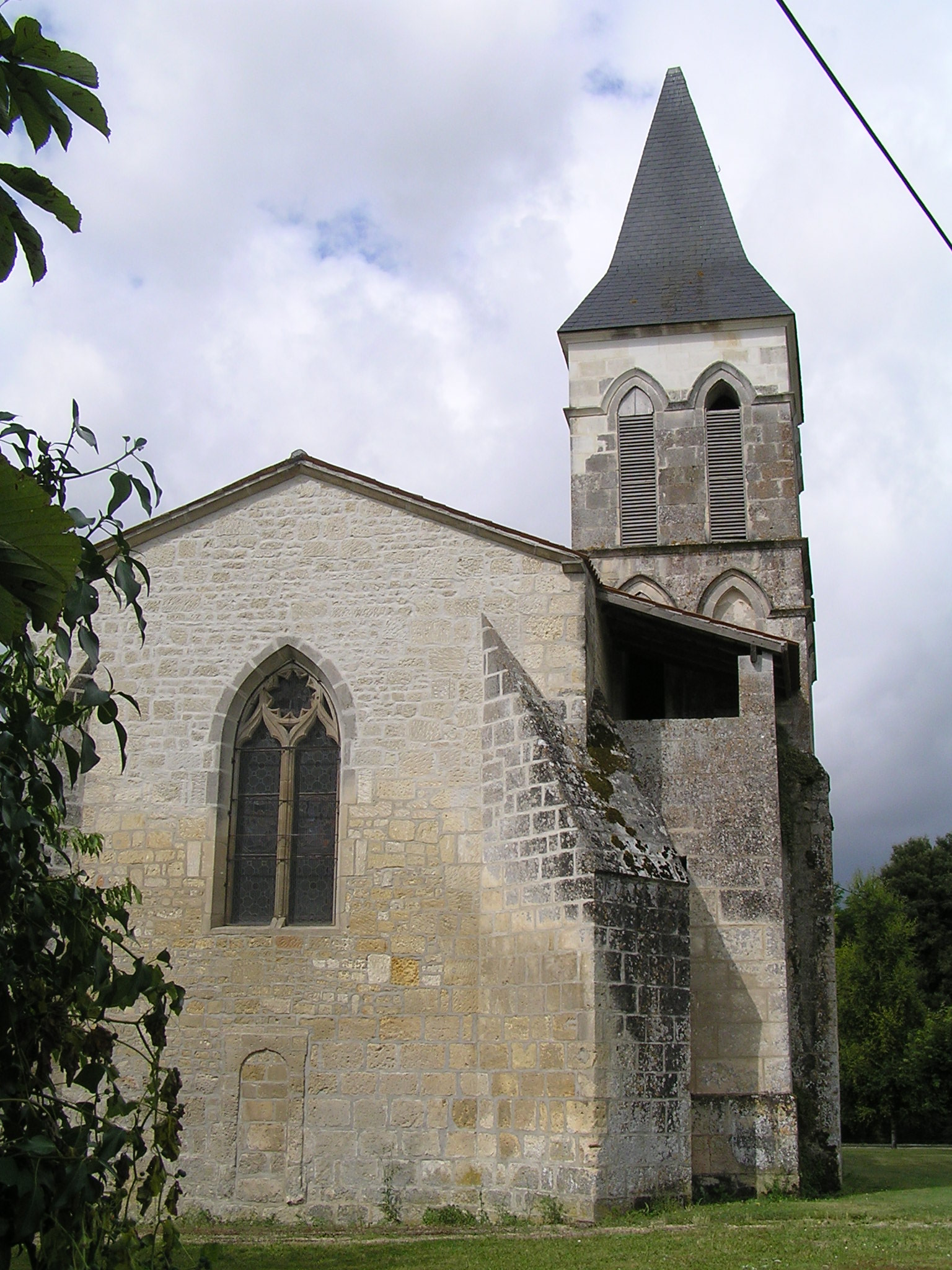
Le clocher

La cohabitation entre catholiques et protestants pendant les Guerres de Religion explique la disposition particulière du cimetière. Le village possède un temple construit au XIXe siècle, qui témoigne de l'importante présence protestante dans la région.

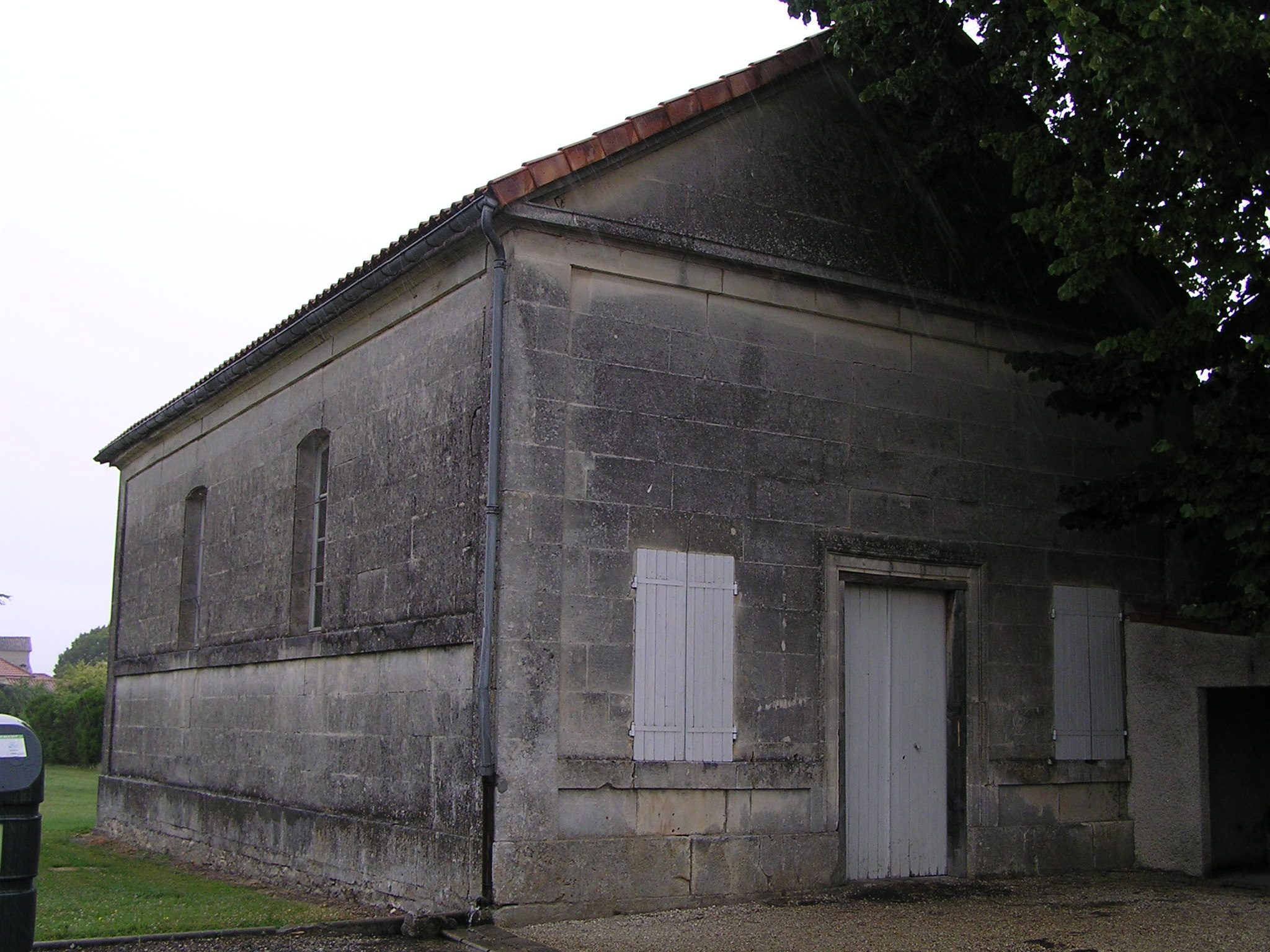
Temple protestant
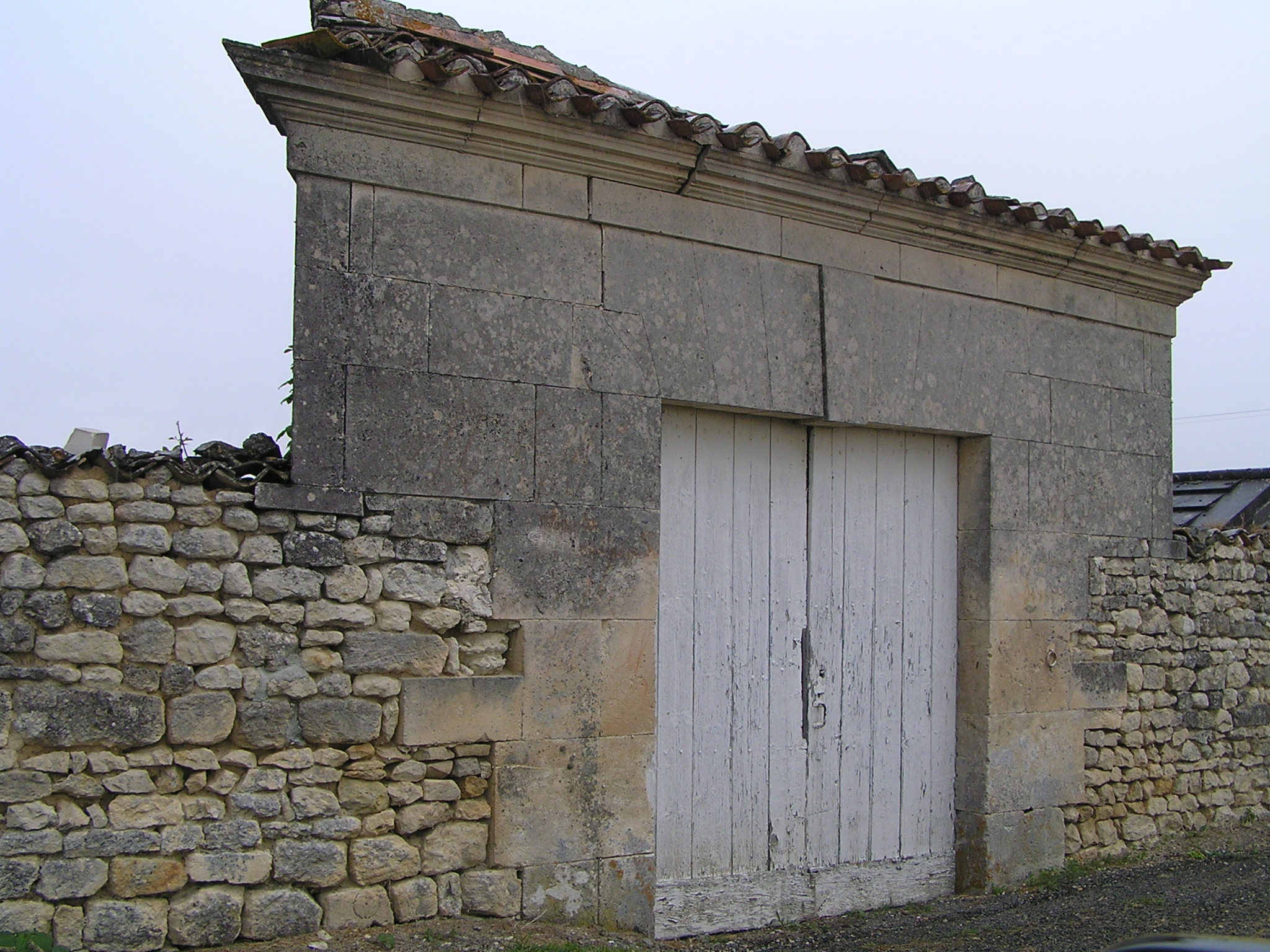
Cimetière entrée protestante
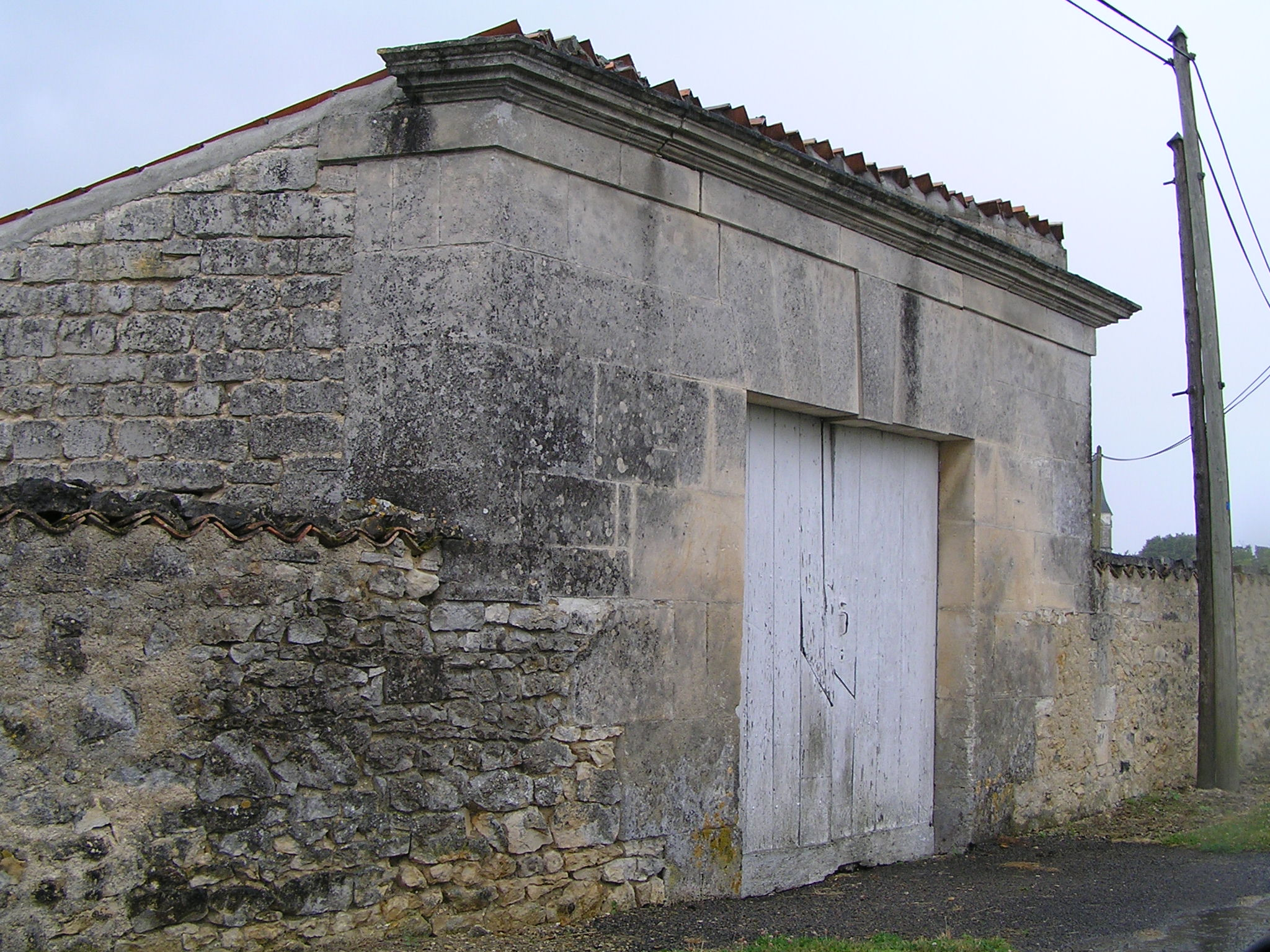
Entrée catholique

Dans le bureau de poste (aujourd'hui fermé) a été trouvée dans les années 1970, à l'occasion de travaux de réfection, dans le mur de pierre, derrière une cloison de doublage, une fontaine constituée de trois coquilles Saint-Jacques superposées ; la plus basse (qui servait à poser le récipient) fut coupée pour laisser passer ladite cloison.

### Patrimoine civil
Une levée de terre au lieu-dit les Métairies correspond à un édifice fortifié non daté (ce n'est pas un tumulus).
Le manoir situé au lieu-dit le Bout des Ponts comporte un portail couronné de mâchicoulis sur consoles et une date qui pourrait être 1591.
Le manoir situé au lieu-dit Foussant porte  sur la porte en plein-cintre de l'élévation postérieure du logis, la date de 1616.

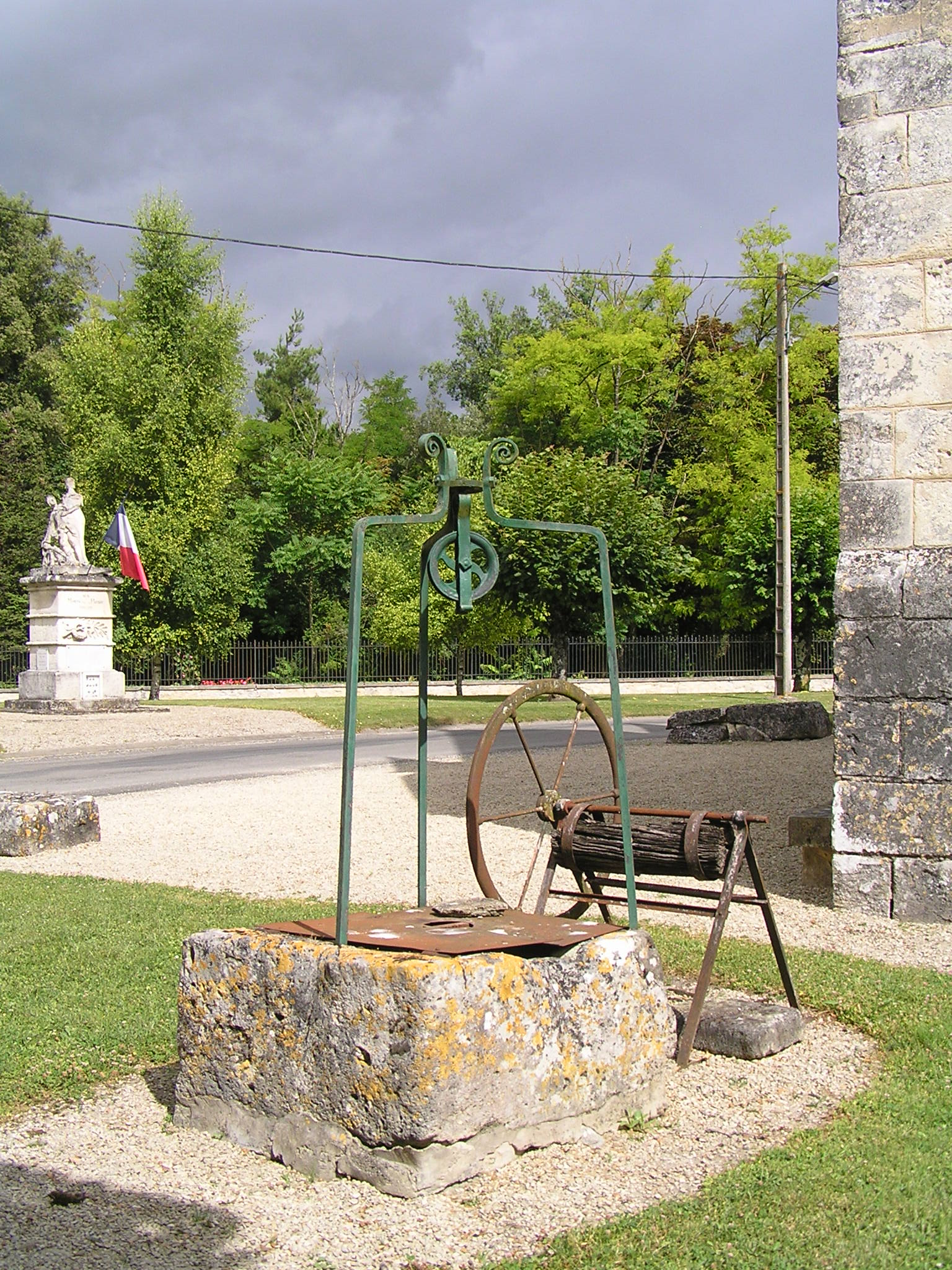
Puits.
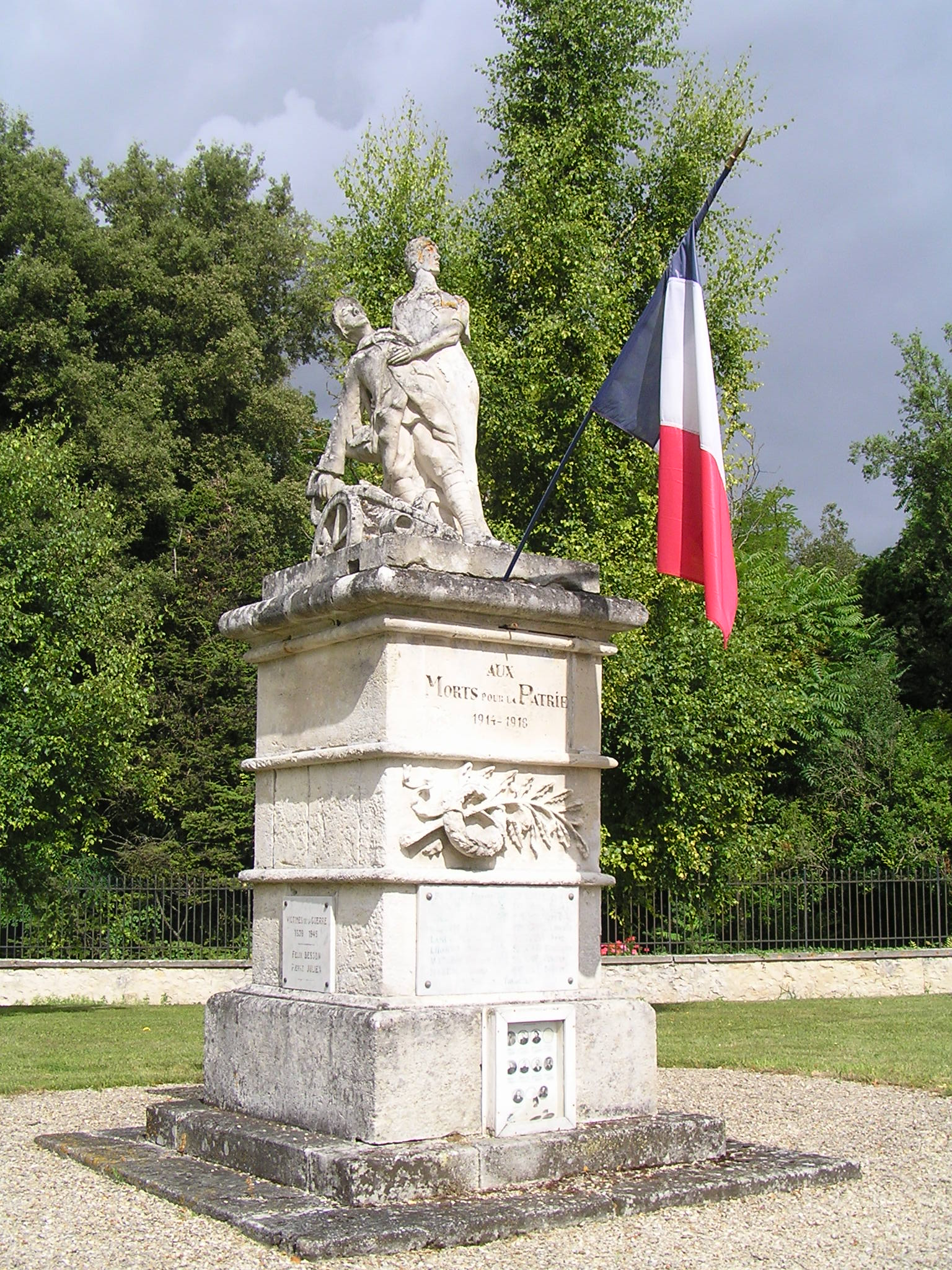
Monument aux morts 1914-18.
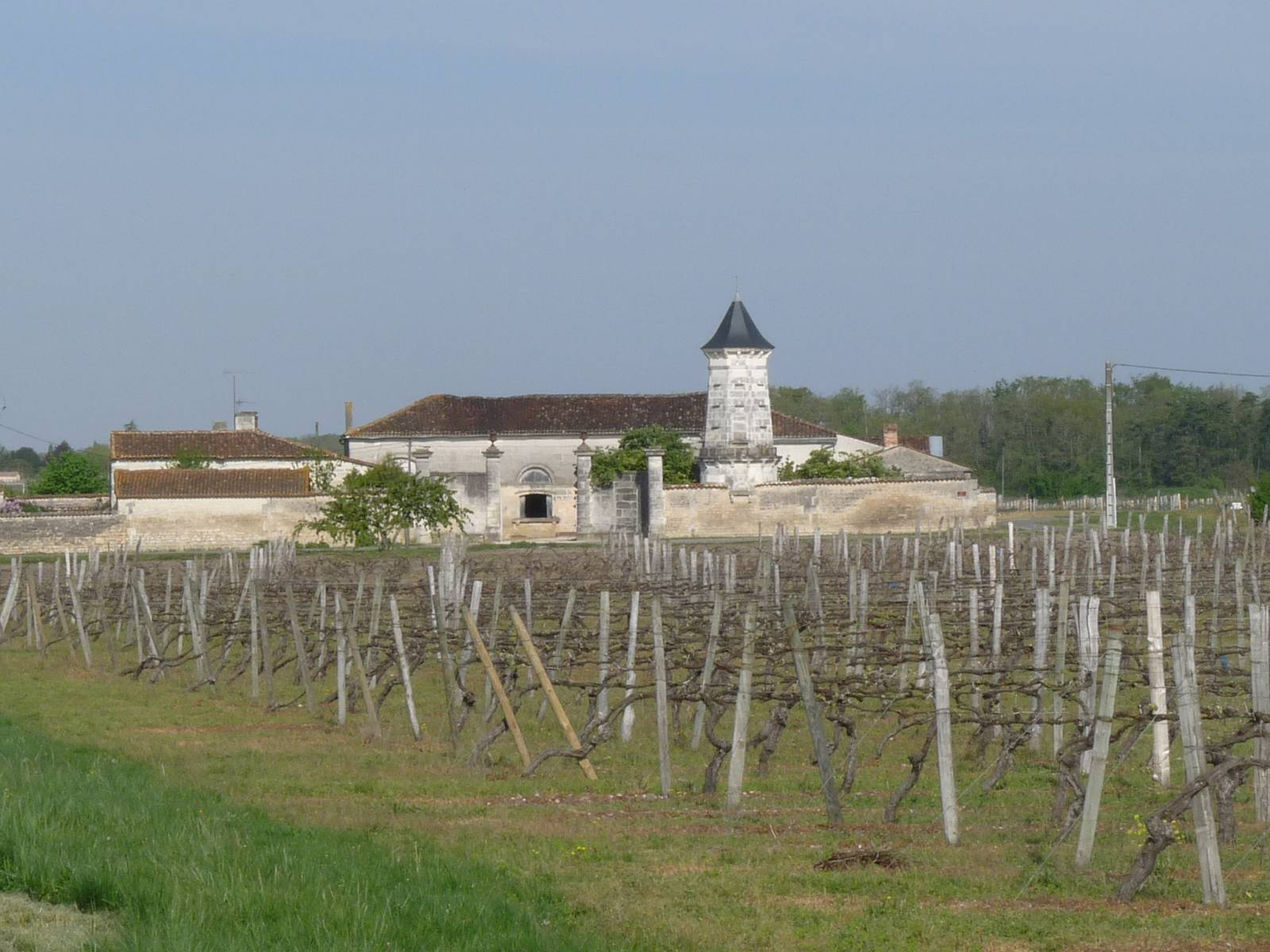
Pigeonnier chez Moreau.

## Personnalités liées à la commune
- Nicolas Pasquier (1560-1631), seigneur de Mainxe et de Balanzac, lieutenant général de Cognac, maître des requêtes de l'hôtel du roi[27].
- Victor Patrice, tonnelier, né le 19 juillet 1867 à Marancheville, est l'un des arrière-grands-pères de François Hollande, président de la République française[28].